# Bigyó felügyelő (film)
A Bigyó felügyelő (eredeti cím: Inspector Gadget) egész estés amerikai film, amelyet David Kellogg rendezett. A Walt Disney Pictures készítette, és a Buena Vista Pictures forgalmazta. Amerikában 1999. július 23-án, Magyarországon pedig 1999. október 7-én mutatták be a mozikban.

## Szereplők
| Szereplő                     | Színész               | Magyar hang         |
| ---------------------------- | --------------------- | ------------------- |
| John Brown / Bigyó felügyelő | Matthew Broderick     | Lippai László       |
| Sanford Scolex / Dr. Kampó   | Rupert Everett        | Kőszegi Ákos        |
| Brenda Bradford              | Joely Fisher          | Für Anikó           |
| Kramer                       | Andy Dick             | Gáspár András       |
| Penny                        | Michelle Trachtenberg | Bogdányi Titanilla  |
| Sikes                        | Michael G. Hagerty    | Besenczi Árpád      |
| Quimby rendőrfőnök           | Dabney Coleman        | Kristóf Tibor       |
| Bigyómobil (hang)            | D.L. Hughley          | Kálloy Molnár Péter |
| Wilson                       | Cheri Oteri           | Sáfár Anikó         |
| Swami                        | Brian George          | Bicskey Lukács      |
| Artemus Bradford             | René Auberjonois      | Holl János          |
| Thelma                       | Frances Bay           | Bakó Márta          |
| Kukucs, a kutya (hang)       | Don Adams             | Katona Zoltán       |